# Microregione di Guarulhos
Guarulhos è una microregione dello Stato di San Paolo in Brasile, appartenente alla mesoregione Metropolitana de São Paulo.

## Comuni
Comprende 3 comuni:
- Arujá
- Guarulhos
- Santa Isabel